# Zlatko Prica
Zlatko Prica (Pečuh, 26. lipnja 1916. – Rijeka, 7. ožujka 2003.), bio je hrvatski slikar i likovni pedagog.

## Životopis

### Mladost i obrazovanje
Zlatko Prica rođen je u Pečuhu u trgovačkoj obitelji. Po završetku prvog razreda i nesretnog loma njegove obitelji, godine 1922. seli se s majkom u Zagreb. U Zagrebu nastavlja školovanje i godine 1936. upisuje Umjetničku akademiju. Prolazi klase vrsnih likovnih pedagoga Omera Mujadžića, Krste Hegedušića i Ljube Babića. U završnoj godini pokazuje izniman talent, tako da mu je na izložbi diplomskih radova 1940. godine dodijeljena Pariška stipendija koju je određivao Kolegij akademije.

### Umjetnički i pedagoški rad
Prvu veliku izložbu priredio je u Umjetničkom paviljonu u travnju 1941. godine u Zagrebu. U ljeto 1943. godine odlazi (sa suprugom Zdenkom, sestrom Nikole Reisera) u partizane, gdje se naročito angažira u kulturno-umjetničkom odjelu ZAVNOH-a. Kruna tog napora su ilustracije (zajedno sa slikarem Edom Murtićem) potresne poeme Jama hrvatskoga pjesnika Ivana Gorana Kovačića.
Iza rata putuje na kraća studijska putovanja u Pariz 1948., te Indiju i Brazil 1952. godine. Nakon toga radi kao profesor na Akademiji likovnih umjetnosti u Zagrebu do kraja svog radnog vijeka. Bio je osnivač i član likovnih skupina "Grupa 58." i "Grupa »Mart«" koje su djelovale u Zagrebu. Potkraj šezdesetih godina bio je jedan od utemeljitelja zagrebačke Galerije Forum.
Godine 1981. dobio je nagradu Vladimir Nazor za životno djelo. Iste godine postao je izvanrednim članom Hrvatske akademije znanosti i umjetnosti, a 1988. godine njenim redovnim članom.
Čitavo to vrijeme intenzivno izlaže u zemlji i inozemstvu. Neumorno stvara na razmeđi između Samobora i svojeg ljetnog boravišta Tara u Istri. Umro je 2003. godine u Rijeci.

## Djela
Prica je radio u različitim tehnikama (crtež, grafika, akvarel, gvaš, ulje, vitraj, mozaik, fresko). Također je izrađivao plakate te ilustrirao brojne knjige. Njegovo likovno stvaralaštvo možemo podijeliti u nekoliko ciklusa:
- Samoborski ciklus (1938. – 1957.)
- Plodovi zemlje (1957. – 1969.)
- Anatomija prirode (1969. – 1971.)
- Tarski ciklus (1971. – 1992.)
- Opatijski kišobrani (1992. – 2003.)
- Žene (posljednjih godina života)[4]

Značajnije monografije napisane o njegovu stvaralaštvu su Zlatko Prica: 50 godina slikarstva (1989.) i Zlatko Prica: 100 godina - 1916. – 2016. (2016.). Zlatko Prica dio svog opusa poklonio je rodnome gradu Pečuhu, te veći dio gradu Samoboru, u kojem je proveo velik dio života. Iz te donacije izrasla je 2002. godine samoborska Galerija Prica, te godine 2006. Zaklada Zlatko i Vesna Prica.

## Vanjske poveznice
Ostali projekti
|  | Zajednički poslužitelj ima još gradiva o temi Zlatko Prica |

Mrežna mjesta
- Zaklada Zlatko i Vesna Prica  Arhivirana inačica izvorne stranice od 19. kolovoza 2019. (Wayback Machine), zaklada-prica.hr
- Galerija Prica  Arhivirana inačica izvorne stranice od 7. svibnja 2016. (Wayback Machine), Pučko otvoreno učilište Samobor
- Vladimir Maleković, Tarski dnevnik Zlatka Price, Život umjetnosti 32/1981., www.ipu.hr
- Zlatko Prica - reprodukcije slika, www.alm.hr
- Zlatko prica - plakati i ilustracije knjiga, athena.muo.hr